# Вегетационный период
Запрос «Вегетация» перенаправляется сюда; см. также другие значения.
Вегетацио́нный период, или вегета́ция (от лат. vegetatio — оживление, произрастание), — период года, в котором возможны рост и развитие (вегетация) растений.
Продолжительность вегетационного периода зависит, главным образом, от климата. В условиях нехватки влаги, например, в пустыне, а также в других экстремальных условиях (тундра) вегетация существенно ограничена во времени по сравнению с более благоприятным температурным периодом. Такова, например, вегетация растений Атакамы — самого засушливого региона на Земле.
Другое значение — время, необходимое для развития растения:
- для однолетнего растения — от посадки (прорастания семян) до созревания семени (уборки урожая);
- для многолетнего растения— от всхода или набухания почки до созревания семени (уборки урожая);
- для деревьев — также время активной жизнедеятельности растений от начала сокодвижения и распускания почек до опадания листьев[источник не указан 1028 дней].

Вегетационный период условно определяется временем между переходом среднесуточной температуры весной и осенью через +5 °С, реже для этого используются пограничные температуры 0 или +10 °С. Однако для каждого из растений существуют свои минимальные температуры. Если холодостойкие растения переносят низкую температуру, то теплолюбивые в таких же условиях могут погибнуть. Поэтому часто за вегетационный период принимают климатическое лето.

## Органический вегетационный период
У однолетних видов вегетационный период совпадает с их жизненным циклом от прорастания до образования семян и гибели. У многолетних видов он начинается с активации жизненных процессов у растений и продолжается до тех пор, пока они снова не впадают в состояние покоя. Вегетационный период у большинства видов совпадает с периодом с весны до осени, но есть исключения. Например, многие травянистые виды начинают свою вегетацию осенью и заканчивают весной. У других видов он очень короткий, и охватывает периоды года, когда есть лучшие условия для их развития (эфемерный). В тропиках вегетационный период практически неограничен, и длится круглый год. В некоторых тропических регионах вегетационный период может быть ограничен из-за недостатка влаги.

## Агрометеорологический вегетационный период
Для нужд сельского хозяйства разработаны различные системы определения вегетационного периода. Почти во всей Европе, России, Канаде и некоторых частях США считается, что вегетационный период — это время от последних заморозков весной до первых заморозков осенью. Согласно другому определению, вегетационный период включает в себя все дни года, в которые среднесуточная температура выше +5 °C. В странах с мягким климатом, таких как Великобритания, первые три дня подряд с температурой выше +5 °C принимаются за начало вегетационного периода, а первые три дня подряд с температурой ниже +5 °C осенью — как конец.
Средний вегетационный период варьируется в зависимости от региона, высоты над уровнем моря и микроклимата. В закрытых долинах полей и в горах он самый короткий.
В Европе продолжительность вегетационного периода может существенно разниться в пределах одной страны. Например, в Польше этот период начинается раньше всего, в среднем до 25 марта, на юго-западе в районе Лешно, Вроцлава и Глогува и в районе города Тарнув, а не позднее 15 апреля в районе Мазурских озёр и в горах. Раньше всего, до 25 октября, он заканчивается в районе Мазурских озёр и в горах, а позднее всего — в полосе, идущей вдоль побережья Балтийского моря, вдоль долины реки Одра и Силезской низменности и в подкарпатском бассейне. В результате этих различий продолжительность вегетационного периода колеблется в низменной части страны от 190 дней на Мазуриях до более 220 дней в Нижней Силезии и от 100 до 150 дней в горах.

Анимация сезонных изменений, особенно снежный покров в течение года

## Европа
Пиренеи и Альпы фактически делят Европу на два разных региона. Средиземное море, которое находится ниже 45-й параллели, имеет вегетационный период от шести месяцев и более и характеризуется жарким летом и мягкой зимой. Осадки выпадают в основном с октября по март, а лето бывает сухим. В южном Средиземноморье вегетационный период длится круглый год. Средиземноморская растительность часто бывает вечнозелёной из-за мягкой зимы.
Северная Европа простирается от 60-й параллели до Северного полярного круга. Вегетационный период здесь короче из-за более низкого угла наклона Солнца и обычно составляет от пяти до трех месяцев в Скандинавии и России. Атлантическое побережье Европы значительно смягчается влажным океаническим воздухом, поэтому зимы мягкие, и морозы или снег случаются нечасто. Лето довольно прохладное, и, как следствие, многие теплолюбивые растения, такие как кукуруза, не будут расти в Северной Европе. Дальше в глубь материка, вдали от океана, зимы становятся значительно холоднее. Несмотря на короткий вегетационный период в Скандинавии и России, чрезмерная продолжительность светового дня летом (17 часов и более) позволяет растениям хорошо расти.

## Северная Америка
Континентальная часть Соединённых Штатов колеблется от 49° северной широты на границе США и Канады до 25° северной широты на южной оконечности американо-мексиканской границы. Самые густонаселённые районы Канады находятся ниже 55-й параллели. К северу от 45-й параллели вегетационный период обычно длится 4-5 месяцев, начиная с конца апреля или начала мая и продолжаясь до конца сентября — начала октября, и характеризуется тёплым летом и холодной зимой с сильным снегопадом. К югу от 35-й параллели вегетационный период во многих районах круглый год с жарким летом и мягкой зимой. Посевы холодного сезона, такие как горох, салат и шпинат, высаживают осенью или в конце зимы, а культуры тёплого сезона, такие как бобы и кукуруза, высаживают в конце зимы — начале весны.
Некоторые культуры, такие как помидоры и дыни, происходят из субтропических или тропических регионов, следовательно, для них требуется жаркая погода и вегетационный период продолжительностью восемь месяцев или более. В регионах с более холодным климатом, где их нельзя высевать прямо в землю, эти растения обычно высаживают в закрытом помещении в теплице и пересаживают в открытый грунт в конце весны или в начале лета.

## Тропики и пустыни
В некоторых регионах с тёплым климатом, таких как субтропическая саванна и пустыня Сонора, или в более сухом средиземноморском климате, вегетационный период ограничен наличием воды, а в засушливый период рост незначительный. В отличие от более прохладного климата, где снег или промерзание почвы, как правило, является непреодолимым препятствием для роста растений, в жарком климате часто можно значительно продлить вегетационный период за счет полива с использованием воды из более влажных регионов. Фактически это может позволить растениям расти круглый год на территориях, которые без орошения могут поддерживать только ксерофитные растения.
Также в этих тропических регионах вегетационный период может прерываться периодами обильных дождей, называемыми сезоном дождей. Например, в Колумбии, где кофе выращивают и собирают круглый год, не бывает сезона дождей. Однако в Индонезии, другом крупном регионе, производящем кофе, наступает сезон дождей, и рост кофейных зёрен прекращается.

## Продление сезона

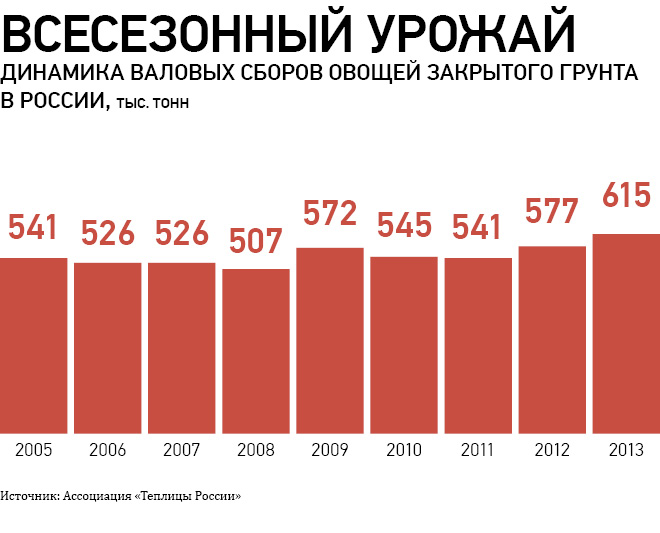

В сельском хозяйстве, продление сезона это то, что позволяет культивировать урожай во́время за пределами обычного вегетационного периода. Примеры включают в себя оранжереи, парники, теплицы, тепличные плёночные покрытия и прозрачные колпаки для предотвращения вымораживания растений. Другим подходом к продлению сезона является введение в оборот морозоустойчивых и озимых культур.
В регионах где время вегетационного периода ограничено засушливым периодом применяется орошение.